# WS In Miami Beach Tour
WS In Miami Beach Tour foi a terceira turnê do cantor brasileiro Wesley Safadão, para promover o álbum WS In Miami Beach (2017).
Teve início em 18 de agosto de 2017, em São Paulo, Brasil. Contou com 258 shows, passando por três países, sendo eles Brasil, Estados Unidos e Paraguai.

## Desenvolvimento
O primeiro show da turnê, que ocorreu no Citibank Hall (atual Credicard Hall), em São Paulo, foi seguido pela apresentação no Garota VIP Rio de Janeiro no dia seguinte, que contou com participação de Ludmilla. Além de famosos na platéia como os atores Caio Castro, Isabel Fillardis, Marcello Melo Jr., Silvero Pereira, Carol Nakamura, Carla Diaz, os influenciadores digitais Hugo Gloss, David Brazil, Camila Coutinho, entre outros. Em 9 de setembro de 2018 teve fim a turnê, sendo sucedida pela WS Mais Uma Vez Tour.
O repertório foi constituído por músicas do WS In Miami Beach e por grandes sucessos da carreira do cantor. As canções "Código Cama" e "No Passinho" nunca foram executadas em shows. Também tiveram versões de "Não Quero Dinheiro (Só Quero Amar)", de Tim Maia, e "País Tropical", de Jorge Ben Jor em alguns shows.

## Repertório
1. "Ressaca de Saudade"
2. "Solteiro de Novo"
3. "Fala Aqui Com a Minha Mão"
4. "Decreto Liberado"
5. "Camarote"
6. "Coração Machucado"
7. "Olha a Explosão" (Cover Kevinho e Wesley Safadão)
8. "Eu Não Tô Dizendo Tchau"
9. "Sonhei Que Tava Me Casando"
10. "Quem Bate Também Chora"
11. "Laranjinha"
12. "Ninguém É de Ferro"
13. "Casado, Namorando, Solteiro"
14. "Ar Condicionado no 15"
15. "A Dama e o Vagabundo"
16. "Vidente"
17. "Se Esconder Ela Não Acha"
18. "Meu Coração Deu Pt"
19. "Novinha Vai no Chão"
20. "Vou Dar Virote"

Músicas recorrentes:
- "Alô Dono do Bar"
- "Foi Bom Te Ver"
- "Manda Boi"
- "Não Quero Dinheiro (Só Quero Amar)" (Cover Tim Maia)
- "País Tropical" (Cover Jorge Ben Jor)
- "Se é pra Gente Ficar" (Cover Solange Almeida part. Wesley Safadão)
- "Você Partiu Meu Coração" (Cover Nego do Borel part. Anitta e Wesley Safadão)

## Datas
| Data                                 | Cidade                   | Estado              | País           | Local                                                            | Evento                                                                   | Ref.            |
| ------------------------------------ | ------------------------ | ------------------- | -------------- | ---------------------------------------------------------------- | ------------------------------------------------------------------------ | --------------- |
| América do Sul                       |                          |                     |                |                                                                  |                                                                          |                 |
| 18 de agosto de 2017                 | São Paulo                | São Paulo           | Brasil         | Citibank Hall                                                    | Lançamento WS In Miami Beach                                             | [ 5 ]           |
| 18 de agosto de 2017                 | São Bernardo do Campo    | São Paulo           | Brasil         | Estância Alto da Serra                                           |                                                                          | [ 6 ]           |
| 19 de agosto de 2017                 | Rio de Janeiro           | Rio de Janeiro      | Brasil         | Parque dos Atletas                                               | Garota VIP Festival                                                      | [ 7 ]           |
| 20 de agosto de 2017                 | Mogi das Cruzes          | São Paulo           | Brasil         | Vacaloca Multshow                                                | Sunset com Wesley Safadão                                                | [ 8 ]           |
| 23 de agosto de 2017                 | Presidente Venceslau     | São Paulo           | Brasil         | Parque de Exposições Alfredo Ellis Neto                          | FAIVE (Feira Agropecuária e Industrial de Presidente Venceslau)          | [ 9 ] [ 10 ]    |
| 25 de agosto de 2017                 | Barretos                 | São Paulo           | Brasil         | Parque do Peão                                                   | Festa do Peão de Barretos                                                | [ 11 ]          |
| 26 de agosto de 2017                 | São Luís                 | Maranhão            | Brasil         | Pestana São Luís Hotel                                           | Garota White                                                             | [ 12 ]          |
| 27 de agosto de 2017                 | Matões                   | Maranhão            | Brasil         | Praça de Eventos                                                 | Matões Fest                                                              | [ 13 ]          |
| 28 de agosto de 2017                 | Marco                    | Ceará               | Brasil         | Praça José Tupinambá da Frota (Praça da Prefeitura)              | Chitão da Praça                                                          | [ 14 ]          |
| 29 de agosto de 2017                 | Várzea Alegre            | Ceará               | Brasil         | CREVA (Clube Recreativo de Várzea Alegre)                        | Festa de Agosto                                                          | [ 15 ]          |
| 30 de agosto de 2017                 | Uberlândia               | Minas Gerais        | Brasil         | Parque de Exposições Camaru                                      | Camaru                                                                   | [ 16 ]          |
| 31 de agosto de 2017                 | Posse                    | Goiás               | Brasil         | Parque de Exposição Adair Fagundes                               | ExpoPosse (Exposição Agropecuária de Posse)                              | [ 17 ] [ 18 ]   |
| 1° de setembro de 2017               | Barreiras                | Bahia               | Brasil         | Parque de Exposições Engenheiro Geraldo Rocha                    | Arena Safadão                                                            | [ 19 ]          |
| 2 de setembro de 2017                | Vitória                  | Espírito Santo      | Brasil         | Parque de Exposições de Carapina                                 | Garota VIP Festival                                                      | [ 20 ]          |
| 7 de setembro de 2017                | Carapicuíba              | São Paulo           | Brasil         | Espaço de Eventos Hípica                                         |                                                                          | [ 21 ]          |
| 7 de setembro de 2017                | Itu                      | São Paulo           | Brasil         | Arena Maeda                                                      | Rodeio Itu                                                               | [ 22 ]          |
| 8 de setembro de 2017                | Porto Seguro             | Bahia               | Brasil         | Praia de Taperapuan                                              | Porto Weekend                                                            | [ 23 ]          |
| 9 de setembro de 2017                | Praia de Pipa            | Rio Grande do Norte | Brasil         | Arena Pipa Open Air                                              | Pipa Paradise                                                            | [ 24 ]          |
| 10 de setembro de 2017               | Serrinha                 | Bahia               | Brasil         | Parque Maria do Carmo                                            | Vaquejada de Serrinha - Festa do Boi Malandro                            | [ 25 ]          |
| 10 de setembro de 2017               | Paulo Afonso             | Bahia               | Brasil         | Avenida Apolônio Sales                                           | Copa Vela                                                                | [ 26 ]          |
| 12 de setembro de 2017               | Macapá                   | Amapá               | Brasil         | Estacionamento do Parque de Exposições da Fazendinha             |                                                                          | [ 27 ]          |
| 13 de setembro de 2017               | Sinop                    | Mato Grosso         | Brasil         | Ghizoni Centro de Eventos                                        |                                                                          | [ 28 ]          |
| 15 de setembro de 2017               | Surubim                  | Pernambuco          | Brasil         | Parque J. Galdino                                                | Vaquejada de Surubim                                                     | [ 29 ]          |
| 16 de setembro de 2017               | Aracaju                  | Sergipe             | Brasil         | Arena Eventos                                                    | Garota VIP Festival                                                      | [ 30 ]          |
| 17 de setembro de 2017               | Serra do Ramalho         | Bahia               | Brasil         | Parque Joaquim Machado                                           | Exposição Agropecuária de Serra do Ramalho                               | [ 31 ]          |
| 19 de setembro de 2017               | Pelotas                  | Rio Grande do Sul   | Brasil         | Centro de Eventos Fenadoce                                       |                                                                          | [ 32 ]          |
| 20 de setembro de 2017               | Santo Ângelo             | Rio Grande do Sul   | Brasil         | Parque Internacional de Exposições Siegfried Ritter              | Wesley Safadão Sunset                                                    | [ 33 ]          |
| 21 de setembro de 2017               | São José dos Campos      | São Paulo           | Brasil         | Arena Vale Music Fest                                            | Vale Music Fest                                                          | [ 34 ]          |
| 22 de setembro de 2017               | Pará de Minas            | Minas Gerais        | Brasil         | Parque de Exposições Francisco Olivé Diniz                       | Festa do Frango e do Suíno                                               | [ 35 ]          |
| 23 de setembro de 2017               | São José do Rio Preto    | São Paulo           | Brasil         | Recinto de Exposições Alberto Bertelli Lucatto                   | VillaMix Festival                                                        | [ 36 ] [ 37 ]   |
| 23 de setembro de 2017               | Araraquara               | São Paulo           | Brasil         | Clube Náutico Araraquara                                         | Baile da Arara Vermelha                                                  | [ 38 ]          |
| 24 de setembro de 2017               | Salvador                 | Bahia               | Brasil         | Parque de Exposições de Salvador                                 | Salvador Fest                                                            | [ 39 ]          |
| América do Norte                     |                          |                     |                |                                                                  |                                                                          |                 |
| 29 de setembro de 2017               | Pompano Beach            | Flórida             | Estados Unidos | Club Cinema                                                      |                                                                          | [ 40 ] [ 41 ]   |
| 30 de setembro de 2017               | Newark                   | Nova Jérsei         | Estados Unidos | Newark Waterfront Center                                         |                                                                          | [ 42 ]          |
| 1° de outubro de 2017                | Boston                   | Massachusetts       | Estados Unidos | Brockton Fair Grounds                                            | Rodeio de Brockton                                                       | [ 43 ] [ 44 ]   |
| América do Sul                       |                          |                     |                |                                                                  |                                                                          |                 |
| 3 de outubro de 2017                 | Canindé                  | Ceará               | Brasil         | Jardineira Park                                                  | Festejos de Canindé                                                      | [ 45 ]          |
| 4 de outubro de 2017                 | Araguaína                | Tocantins           | Brasil         | Parque de Exposições Dair José Lourenço                          |                                                                          | [ 46 ]          |
| 5 de outubro de 2017                 | Pedreiras                | Maranhão            | Brasil         | Global Club                                                      |                                                                          | [ 47 ]          |
| 6 de outubro de 2017                 | Imperatriz               | Maranhão            | Brasil         | Parque de Exposições Lourenço Vieira da Silva                    |                                                                          | [ 48 ]          |
| 7 de outubro de 2017                 | Manaus                   | Amazonas            | Brasil         | Arena da Amazônia                                                | Garota VIP Festival                                                      | [ 49 ]          |
| 8 de outubro de 2017                 | Luziânia                 | Goiás               | Brasil         | Parque de Exposições de Luziânia                                 | Pecuária de Luziânia                                                     | [ 50 ]          |
| 11 de outubro de 2017                | Fortaleza                | Ceará               | Brasil         | Marina Park Hotel                                                | Garota White                                                             | [ 51 ]          |
| 12 de outubro de 2017                | Florianópolis            | Santa Catarina      | Brasil         | Área Externa do Stage Music Park                                 | Bloco Vai Safadão                                                        | [ 52 ]          |
| 13 de outubro de 2017                | Rio de Janeiro           | Rio de Janeiro      | Brasil         | Km de Vantagens Hall                                             |                                                                          | [ 53 ]          |
| 14 de outubro de 2017                | Arcos                    | Minas Gerais        | Brasil         | Parque de Exposições Plácido Ribeiro Vaz                         | Administrando o Caneco                                                   | [ 54 ]          |
| 14 de outubro de 2017                | Betim                    | Minas Gerais        | Brasil         | Espaço de Eventos Bandeirinhas                                   | Feira da Paz                                                             | [ 55 ]          |
| 15 de outubro de 2017                | Canoas                   | Rio Grande do Sul   | Brasil         | Parque Eduardo Gomes                                             | Oktoberfest Fest                                                         | [ 56 ]          |
| 18 de outubro de 2017                | Floriano                 | Piauí               | Brasil         | AABB (Associação Atlética Banco do Brasil)                       | Balança Floriano                                                         | [ 57 ] [ 58 ]   |
| 19 de outubro de 2017                | São Raimundo Nonato      | Piauí               | Brasil         | Bosque das Algarobas                                             | Safadão Prime                                                            | [ 59 ] [ 60 ]   |
| 20 de outubro de 2017                | Jaguariúna               | São Paulo           | Brasil         | Red Eventos                                                      |                                                                          | [ 61 ]          |
| 21 de outubro de 2017                | Governador Valadares     | Minas Gerais        | Brasil         | Parque de Exposições José Tavares Pereira                        | Gevê Folia Mix Festival                                                  | [ 62 ]          |
| 22 de outubro de 2017                | Catalão                  | Goiás               | Brasil         | Parque de Exposições Valdivino José Duarte                       | Sunset Wesley Safadão                                                    | [ 63 ]          |
| 26 de outubro de 2017                | Ouricuri                 | Pernambuco          | Brasil         | Pátio Eventos                                                    |                                                                          | [ 64 ]          |
| 27 de outubro de 2017                | Brumado                  | Bahia               | Brasil         | Parque de Exposições Gilson Brito                                | Arena Safadão                                                            | [ 65 ]          |
| 28 de outubro de 2017                | Campina Grande           | Paraíba             | Brasil         | Área Externa do Spazzio                                          | Arena Safadão                                                            | [ 66 ]          |
| 28 de outubro de 2017                | Caruaru                  | Pernambuco          | Brasil         | Estacionamento do Polo Comercial de Caruaru                      | Arena Safadão                                                            | [ 67 ]          |
| 29 de outubro de 2017                | Arapiraca                | Alagoas             | Brasil         | Estacionamento do Arapiraca Garden Shopping                      | Farra Chique                                                             | [ 68 ]          |
| 1° de novembro de 2017               | Brasília                 | Distrito Federal    | Brasil         | Estacionamento do Ginásio Nilson Nelson                          | Bloco Vai Safadão                                                        | [ 69 ]          |
| 3 de novembro de 2017                | Caldas Novas             | Goiás               | Brasil         | Caldas Park Show                                                 | Caldas Country Show                                                      | [ 70 ]          |
| 4 de novembro de 2017                | Morro de São Paulo       | Bahia               | Brasil         | Fazenda Caeira - Terceira Praia                                  | Festival Terceira Praia - Safadão no Morro                               | [ 71 ]          |
| 5 de novembro de 2017                | Itaobim                  | Minas Gerais        | Brasil         | Parque de Exposições José Fernandes Ribeiro                      | Festa da Manga                                                           | [ 72 ]          |
| 8 de novembro de 2017                | Vitória da Conquista     | Bahia               | Brasil         | Arena Miraflores                                                 |                                                                          | [ 73 ]          |
| 9 de novembro de 2017                | São José do Rio Preto    | São Paulo           | Brasil         | Centro Regional de Eventos                                       | Show beneficente em prol do Hospital do Câncer de Barretos               | [ 74 ]          |
| 11 de novembro de 2017               | Curitiba                 | Paraná              | Brasil         | Pedreira Paulo Leminski                                          | Festeja                                                                  | [ 75 ]          |
| 11 de novembro de 2017               | Belo Horizonte           | Minas Gerais        | Brasil         | Esplanada do Estádio Mineirão                                    | Show da Virada - Rede Globo                                              | [ 76 ]          |
| 12 de novembro de 2017               | Lorena                   | São Paulo           | Brasil         | Cervejaria do Gordo                                              | Sunset Prime Safadão                                                     | [ 77 ]          |
| 13 de novembro de 2017               | Taquarituba              | São Paulo           | Brasil         | Recinto de Exposições Chico Mineiro                              | FACITA (Feira Agropecuária Comercial e Industrial de Taquarituba)        | [ 78 ]          |
| 14 de novembro de 2017               | Muriaé                   | Minas Gerais        | Brasil         | Estádio Soares de Azevedo                                        |                                                                          | [ 79 ]          |
| 14 de novembro de 2017               | Juiz de Fora             | Minas Gerais        | Brasil         | Terrazzo Centro de Eventos                                       |                                                                          | [ 80 ]          |
| 17 de novembro de 2017               | Uberaba                  | Minas Gerais        | Brasil         | Centro Park                                                      | Axé Uberaba                                                              | [ 81 ]          |
| 18 de novembro de 2017               | Inhumas                  | Goiás               | Brasil         | Parque de Exposições de Inhumas                                  | Sunset Vai Safadão!                                                      | [ 82 ]          |
| 18 de novembro de 2017               | Jaraguá                  | Goiás               | Brasil         | Parque de Exposições Zico de Castro                              |                                                                          | [ 83 ]          |
| 19 de novembro de 2017               | Rio de Janeiro           | Rio de Janeiro      | Brasil         | Parque dos Atletas                                               | Maratona da Alegria VillaMix                                             | [ 84 ]          |
| 19 de novembro de 2017               | Cabo Frio                | Rio de Janeiro      | Brasil         | Espaço de Eventos de Cabo Frio                                   |                                                                          | [ 85 ]          |
| 23 de novembro de 2017               | Olinda                   | Pernambuco          | Brasil         | Centro de Convenções de Pernambuco                               | Privado - Formatura Colégio Marista São Luís                             | [ 86 ]          |
| 24 de novembro de 2017               | Macaé                    | Rio de Janeiro      | Brasil         | Centro de Convenções Jornalista Roberto Marinho                  |                                                                          | [ 87 ]          |
| 25 de novembro de 2017               | Lagarto                  | Sergipe             | Brasil         | Praça de Eventos da Faculdade AGES                               | AGES Day                                                                 | [ 88 ]          |
| 26 de novembro de 2017               | Feira de Santana         | Bahia               | Brasil         | Parque de Exposições João Martins da Silva                       | Flexada                                                                  | [ 89 ]          |
| 1° de dezembro de 2017               | Santa Inês               | Maranhão            | Brasil         | Praça de Eventos Dona Zima                                       |                                                                          | [ 90 ] [ 91 ]   |
| 2 de dezembro de 2017                | Teresina                 | Piauí               | Brasil         | Estacionamento do Teresina Shopping                              | Garota VIP Festival                                                      | [ 92 ]          |
| 7 de dezembro de 2017                | Capelinha                | Minas Gerais        | Brasil         | Parque de Exposições de Capelinha                                |                                                                          | [ 93 ]          |
| 8 de dezembro de 2017                | Maués                    | Amazonas            | Brasil         | Praia da Ponta da Maresia                                        | Festa do Guaraná                                                         | [ 94 ]          |
| 9 de dezembro de 2017                | Recife                   | Pernambuco          | Brasil         | Estacionamento do Classic Hall                                   | Garota VIP Festival                                                      | [ 95 ]          |
| 10 de dezembro de 2017               | Natal                    | Rio Grande do Norte | Brasil         | Praça de Eventos da Arena das Dunas                              | Bloco Vai Safadão - Carnatal                                             | [ 96 ]          |
| 12 de dezembro de 2017               | Mossoró                  | Rio Grande do Norte | Brasil         | Espaço Villa Oeste                                               | Tradicional Doze de Dezembro                                             | [ 97 ]          |
| 15 de dezembro de 2017               | Pedro Juan Caballero     | Amambay             | Paraguai       | Estacionamento do Shopping Planet Outlet                         |                                                                          | [ 98 ]          |
| 16 de dezembro de 2017               | São Paulo                | São Paulo           | Brasil         | Arena Anhembi                                                    | Garota VIP Festival                                                      | [ 99 ]          |
| 17 de dezembro de 2017               | Salvador                 | Bahia               | Brasil         | Arena Fonte Nova                                                 | Festival de Verão de Salvador                                            | [ 100 ]         |
| 20 de dezembro de 2017               | João Pessoa              | Paraíba             | Brasil         | Lovina Beach Club                                                | Privado - Feijoada da Família Hulk                                       | [ 101 ]         |
| 21 de dezembro de 2017               | Serra Talhada            | Pernambuco          | Brasil         | Pátio de Eventos Waldemar de Oliveira                            | Simbora                                                                  | [ 102 ]         |
| 22 de dezembro de 2017               | Irecê                    | Bahia               | Brasil         | Parque de Exposições de Irecê                                    | Arena Prime                                                              | [ 103 ]         |
| 23 de dezembro de 2017               | Valente                  | Bahia               | Brasil         | Parque de Exposições João José de Oliveira                       | Hangar                                                                   | [ 104 ]         |
| 23 de dezembro de 2017               | Senhor do Bonfim         | Bahia               | Brasil         | Espaço Gonzagão (Parque da Cidade)                               | Natal Indoor                                                             | [ 105 ]         |
| 24 de dezembro de 2017               | Limoeiro do Norte        | Ceará               | Brasil         | Corujão Show                                                     | Natal do Safadão                                                         | [ 106 ]         |
| 25 de dezembro de 2017               | Valença do Piauí         | Piauí               | Brasil         | AABB (Associação Atlética Banco do Brasil)                       | Natal do Safadão                                                         | [ 107 ]         |
| 26 de dezembro de 2017               | Tauá                     | Ceará               | Brasil         | Forró no Sertão                                                  | Arena Safadão                                                            | [ 108 ]         |
| 28 de dezembro de 2017               | Balneário Gaivota        | Santa Catarina      | Brasil         | Sítio do Cassio                                                  | Sunset Bar                                                               | [ 109 ]         |
| 29 de dezembro de 2017               | Guarujá                  | São Paulo           | Brasil         | Casa Grande Hotel Resort & Spa                                   | Sunset On The Beach                                                      | [ 110 ]         |
| 29 de dezembro de 2017               | Maresias                 | São Paulo           | Brasil         | Sirena Maresias                                                  | Safadão Beach                                                            | [ 111 ]         |
| 30 de dezembro de 2017               | Salvador                 | Bahia               | Brasil         | Orla da Boca do Rio - Próximo ao Antigo Aeroclube                | Festival Virada Salvador                                                 | [ 112 ]         |
| 30 de dezembro de 2017               | Maceió                   | Alagoas             | Brasil         | Praia de Jacarecica - Em frente ao Parque Shopping Maceió        | Garota White                                                             | [ 113 ]         |
| 31 de dezembro de 2017               | Fortaleza                | Ceará               | Brasil         | Marina Park Hotel                                                | Réveillon do Marina Park                                                 | [ 114 ]         |
| 31 de dezembro de 2017               | Fortaleza                | Ceará               | Brasil         | Aterro da Praia de Iracema                                       | Réveillon de Fortaleza                                                   | [ 115 ]         |
| 1° de janeiro de 2018                | Florianópolis            | Santa Catarina      | Brasil         | P12 - Jurerê Internacional                                       |                                                                          | [ 116 ]         |
| 5 de janeiro de 2018                 | Peruíbe                  | São Paulo           | Brasil         | Praia do Centro                                                  | Arena Peruíbe Juréia Fest                                                | [ 117 ]         |
| 6 de janeiro de 2018                 | Guarapari                | Espírito Santo      | Brasil         | Arena Premium                                                    | Bloco Vai Safadão                                                        | [ 118 ]         |
| 6 de janeiro de 2018                 | Aracruz                  | Espírito Santo      | Brasil         | Arena Barra do Sahy                                              | Baile do Hawai                                                           | [ 118 ]         |
| 7 de janeiro de 2018                 | Porangatu                | Goiás               | Brasil         | Parque de Exposição Hilton Monteiro da Rocha                     | Sunset Vai Safadão!                                                      | [ 119 ]         |
| 8 de janeiro de 2018                 | Salvador                 | Bahia               | Brasil         | Wet'n Wild                                                       | A Melhor Segunda-Feira do Mundo                                          | [ 120 ]         |
| 11 de janeiro de 2018                | Caraguatatuba            | São Paulo           | Brasil         | Praça de Eventos do Porto Novo                                   | Fest Verão Caraguá                                                       | [ 121 ]         |
| 12 de janeiro de 2018                | Pirangi                  | Rio Grande do Norte | Brasil         | Arena Pirangi                                                    | 30 Anos Arena Circo da Folia                                             | [ 122 ]         |
| 13 de janeiro de 2018                | Porto de Galinhas        | Pernambuco          | Brasil         | Arena Wedo Na Praia                                              | Wedo Na Praia                                                            | [ 123 ]         |
| 13 de janeiro de 2018                | Barra de São Miguel      | Alagoas             | Brasil         | Rua José S Santos                                                | Garota Paradise                                                          | [ 124 ]         |
| 14 de janeiro de 2018                | Cabedelo                 | Paraíba             | Brasil         | Praia de Intermares                                              | Fest Verão Paraíba                                                       | [ 125 ]         |
| 18 de janeiro de 2018                | Ipu                      | Ceará               | Brasil         | Grêmio Recreativo Ipuense                                        | Festejos de Ipu                                                          | [ 126 ]         |
| 19 de janeiro de 2018                | Salvador                 | Bahia               | Brasil         | Wet'n Wild                                                       | Baile da Santinha                                                        | [ 127 ]         |
| 19 de janeiro de 2018                | Aracaju                  | Sergipe             | Brasil         | Arena Eventos                                                    | Fest Verão Sergipe                                                       | [ 128 ]         |
| 20 de janeiro de 2018                | São Vicente              | São Paulo           | Brasil         | Arena de Eventos - Praia do Itararé                              | Litoral Music Festival                                                   | [ 129 ]         |
| 20 de janeiro de 2018                | Guarulhos                | São Paulo           | Brasil         | Parque do Povo                                                   |                                                                          | [ 130 ]         |
| 21 de janeiro de 2018                | Niterói                  | Rio de Janeiro      | Brasil         | Caminho Niemeyer                                                 | Bloco Vai Safadão                                                        | [ 131 ]         |
| 22 a 31 de janeiro de 2018           | Férias                   | Férias              | Férias         | Férias                                                           | Férias                                                                   | [ 4 ]           |
| 1° de fevereiro de 2018              | Guarabira                | Paraíba             | Brasil         | Parque de Eventos Poeta Ronaldo Cunha Lima                       | Festa da Luz                                                             | [ 132 ]         |
| 2 de fevereiro de 2018               | Belém                    | Pará                | Brasil         | Cidade Folia Complexo de Shows                                   | Arena Safadão                                                            | [ 133 ]         |
| 3 de fevereiro de 2018               | Manaus                   | Amazonas            | Brasil         | Sambódromo de Manaus                                             | Arena Safadão                                                            | [ 134 ]         |
| 4 de fevereiro de 2018               | Olinda                   | Pernambuco          | Brasil         | Área Externa do Centro de Convenções de Pernambuco               | Olinda Beer                                                              | [ 135 ]         |
| 8 de fevereiro de 2018               | Salvador                 | Bahia               | Brasil         | Circuito Barra-Ondina                                            | Camarote Salvador                                                        | [ 136 ] [ 137 ] |
| 9 de fevereiro de 2018               | Salvador                 | Bahia               | Brasil         | Circuito Barra-Ondina                                            | Camarote Club                                                            | [ 136 ]         |
| 10 de fevereiro de 2018              | Rio de Janeiro           | Rio de Janeiro      | Brasil         | Estádio do Maracanã                                              | Rio Carnaval dos Sonhos                                                  | [ 138 ]         |
| 10 de fevereiro de 2018              | Santa Rita do Sapucaí    | Minas Gerais        | Brasil         | Cidade do Urso                                                   | Bloco do Urso                                                            | [ 139 ] [ 140 ] |
| 11 de fevereiro de 2018              | Olinda                   | Pernambuco          | Brasil         | Arena Camarote Olinda                                            | Camarote Olinda                                                          | [ 141 ]         |
| 11 de fevereiro de 2018              | Luís Correia             | Piauí               | Brasil         | Complexo Barramares                                              | Carnaval Euphoria                                                        | [ 142 ]         |
| 12 de fevereiro de 2018              | Belo Horizonte           | Minas Gerais        | Brasil         | Mirante Beagá                                                    | Na Farra Com Safadão                                                     | [ 143 ]         |
| 12 de fevereiro de 2018              | Votuporanga              | São Paulo           | Brasil         | Centro de Eventos Helder Henrique Galera (Mundo Oba)             | Oba Festival                                                             | [ 144 ] [ 145 ] |
| 13 de fevereiro de 2018              | Salvador                 | Bahia               | Brasil         | Circuito Barra-Ondina                                            | Camarote VillaMix                                                        | [ 136 ]         |
| 13 de fevereiro de 2018              | Caicó                    | Rio Grande do Norte | Brasil         | Estádio Senador Dinarte Mariz                                    | Carnaval de Caicó                                                        | [ 146 ] [ 147 ] |
| 14 de fevereiro de 2018              | Porto Seguro             | Bahia               | Brasil         | Arena Axé Moi                                                    | Carnaporto Axé Moi Folia                                                 | [ 148 ]         |
| 15 de fevereiro a 1 de março de 2018 | Férias                   | Férias              | Férias         | Férias                                                           | Férias                                                                   | [ 4 ]           |
| 2 de março de 2018                   | Porto Velho              | Rondônia            | Brasil         | Talismã 21                                                       |                                                                          | [ 149 ]         |
| 3 de março de 2018                   | Boa Vista                | Roraima             | Brasil         | Estacionamento do Pátio Roraima Shopping                         | Garota VIP Festival                                                      | [ 150 ] [ 151 ] |
| 8 de março de 2018                   | São Paulo                | São Paulo           | Brasil         | Villa Country                                                    |                                                                          | [ 152 ]         |
| 9 de março de 2018                   | Tangará da Serra         | Mato Grosso         | Brasil         | Parque de Exposições de Tangará da Serra                         | Dose Dupla                                                               | [ 153 ]         |
| 10 de março de 2018                  | Cuiabá                   | Mato Grosso         | Brasil         | Acrimat - Parque de Exposições Senador Jonas Pinheiro            | Garota VIP Festival                                                      | [ 154 ]         |
| 11 de março de 2018                  | Nova Friburgo            | Rio de Janeiro      | Brasil         | Área de Eventos da Via Expressa                                  | Serra Mix                                                                | [ 155 ] [ 156 ] |
| 12 de março de 2018                  | Cruzeiro Hinode          | Rio de Janeiro      | Brasil         | Oceano Atlântico                                                 | Cruzeiro Diamante Hinode                                                 | [ 157 ]         |
| 15 de março de 2018                  | Cruzeiro Hinode          | Rio de Janeiro      | Brasil         | Oceano Atlântico                                                 | Cruzeiro Diamante Hinode                                                 | [ 157 ]         |
| 16 de março de 2018                  | São Paulo                | São Paulo           | Brasil         | CTN (Centro de Tradições Nordestinas)                            |                                                                          | [ 158 ]         |
| 16 de março de 2018                  | São Bernardo do Campo    | São Paulo           | Brasil         | Estância Alto da Serra                                           |                                                                          | [ 159 ]         |
| 17 de março de 2018                  | Goiânia                  | Goiás               | Brasil         | Estacionamento do Estádio Serra Dourada                          | Safadão Sunset                                                           | [ 160 ]         |
| 17 de março de 2018                  | Palmas                   | Tocantins           | Brasil         | Estacionamento do Estádio Nilton Santos                          | Arena Safadão                                                            | [ 161 ]         |
| 18 de março de 2018                  | Rio de Janeiro           | Rio de Janeiro      | Brasil         | Marina da Glória                                                 | Festival Sertanejo in Rio                                                | [ 162 ]         |
| 22 de março de 2018                  | Fortaleza                | Ceará               | Brasil         | La Maison Buffet (Coliseu)                                       | Privado - Aniversário da Sicredi Ceará                                   | [ 163 ] [ 164 ] |
| 23 de março de 2018                  | Cariri                   | Ceará               | Brasil         | Estacionamento do Centro de Convenções do Cariri                 | Garota White                                                             | [ 165 ]         |
| 24 de março de 2018                  | Divinópolis              | Minas Gerais        | Brasil         | Arena Hangar                                                     |                                                                          | [ 166 ]         |
| 29 de março de 2018                  | Flecheiras               | Ceará               | Brasil         | Hotel Zorah Beach                                                | WS On The Beach                                                          | [ 167 ]         |
| 31 de março de 2018                  | Barra Grande             | Bahia               | Brasil         | Sítio Carapitangui                                               | Barra Santa                                                              | [ 168 ]         |
| 31 de março de 2018                  | Guanambi                 | Bahia               | Brasil         | Parque de Exposição Gercino Coelho                               | Safadão Sunset                                                           | [ 169 ] [ 170 ] |
| 5 de abril de 2018                   | Rio de Janeiro           | Rio de Janeiro      | Brasil         | Píer Mauá - Armazém 1                                            | Privado - Banco Itaú                                                     | [ 164 ]         |
| 6 de abril de 2018                   | Ipatinga                 | Minas Gerais        | Brasil         | USIPA                                                            | Ipatinga Fest                                                            | [ 171 ]         |
| 7 de abril de 2018                   | Belo Horizonte           | Minas Gerais        | Brasil         | Mega Space                                                       | VillaMix Festival                                                        | [ 172 ]         |
| 7 de abril de 2018                   | Mogi Guaçu               | São Paulo           | Brasil         | Antiga Cerâmica Chiarelli                                        | ExpoGuaçu (Exposição Agropecuária de Mogi Guaçu)                         | [ 173 ] [ 174 ] |
| 12 de abril de 2018                  | Bragança Paulista        | São Paulo           | Brasil         | Parque de Exposições Dr. Fernando Costa (Posto de Monta)         | Expoagro Bragança Paulista (Exposição Agropecuária de Bragança Paulista) | [ 175 ] [ 176 ] |
| 13 de abril de 2018                  | Lagoa Formosa            | Minas Gerais        | Brasil         | Parque de Exposições Lázaro Caixeta Mundim                       | Festa do Feijão                                                          | [ 177 ]         |
| 14 de abril de 2018                  | Montes Claros            | Minas Gerais        | Brasil         | Parque de Exposições João Alencar Athayde                        | Festival Solidário Montes Claros                                         | [ 178 ]         |
| 14 de abril de 2018                  | Sete Lagoas              | Minas Gerais        | Brasil         | Parque de Exposições JK                                          | Festival Solidário                                                       | [ 179 ]         |
| 15 de abril de 2018                  | Leopoldina               | Minas Gerais        | Brasil         | Parque de Exposições José Ribeiro dos Reis                       |                                                                          | [ 180 ]         |
| 20 de abril de 2018                  | Petrolina                | Pernambuco          | Brasil         | Pátio de Eventos Ana das Carrancas                               | Se For Beber Me Chame                                                    | [ 181 ]         |
| 21 de abril de 2018                  | Fortaleza                | Ceará               | Brasil         | Estacionamento da Arena Castelão                                 | Garota VIP Festival                                                      | [ 182 ]         |
| 26 de abril de 2018                  | São José do Rio Pardo    | São Paulo           | Brasil         | Parque de Exposições de São José do Rio Pardo                    | Rio Pardo Exposhow                                                       | [ 183 ]         |
| 27 de abril de 2018                  | Ribeirão Preto           | São Paulo           | Brasil         | Parque Permanente de Exposições de Ribeirão Preto                | Ribeirão Rodeo Music                                                     | [ 184 ]         |
| 28 de abril de 2018                  | Cotia                    | São Paulo           | Brasil         | Recinto de Eventos de Cotia                                      | Festa do Peão de Cotia                                                   | [ 185 ]         |
| 29 de abril de 2018                  | Mirassol                 | São Paulo           | Brasil         | Recinto de Exposições Leopoldo Gotardi                           | Rodeio de Mirassol                                                       | [ 186 ]         |
| 30 de abril de 2018                  | Recife                   | Pernambuco          | Brasil         | Classic Hall                                                     | Garota White                                                             | [ 187 ]         |
| 4 de maio de 2018                    | Anápolis                 | Goiás               | Brasil         | Parque de Exposições Agropecuárias de Anápolis                   | Expoana (Exposição Agropecuária de Anápolis)                             | [ 188 ] [ 189 ] |
| 5 de maio de 2018                    | São Paulo                | São Paulo           | Brasil         | Allianz Parque                                                   | Skuta Festival                                                           | [ 190 ]         |
| 5 de maio de 2018                    | Brasília                 | Distrito Federal    | Brasil         | Estacionamento do Estádio Mané Garrincha                         | VillaMix Festival                                                        | [ 191 ]         |
| 6 de maio de 2018                    | Salvador                 | Bahia               | Brasil         | Wet’n Wild                                                       | Arena Safadão                                                            | [ 192 ]         |
| 10 de maio de 2018                   | Barbacena                | Minas Gerais        | Brasil         | Parque de Exposições Senador Bias Fortes                         | Expo Barbacena (Exposição Agropecuária de Barbacena)                     | [ 193 ] [ 194 ] |
| 11 de maio de 2018                   | João Pessoa              | Paraíba             | Brasil         | Domus Hall                                                       | Garota White                                                             | [ 195 ]         |
| 12 de maio de 2018                   | Teresina                 | Piauí               | Brasil         | Estacionamento do Theresina Hall                                 | Garota White                                                             | [ 196 ]         |
| 13 de maio de 2018                   | Açailândia               | Maranhão            | Brasil         | Parque de Exposição Agropecuária José Egídio Quintal Filho       | Sunset Vai Safadão!                                                      | [ 197 ]         |
| 18 de maio de 2018                   | Lavras                   | Minas Gerais        | Brasil         | Parque de Exposições de Lavras                                   | Lavras Rodeo Festival                                                    | [ 198 ] [ 199 ] |
| 19 de maio de 2018                   | Campos dos Goytacazes    | Rio de Janeiro      | Brasil         | CEPOP (Centro de Eventos Populares Osório Peixoto)               | Bloco Vai Safadão                                                        | [ 200 ]         |
| 20 de maio de 2018                   | Sousa                    | Paraíba             | Brasil         | Bairro Gato Preto                                                | Sousa Folia                                                              | [ 201 ] [ 202 ] |
| 25 de maio de 2018                   | Biguaçu                  | Santa Catarina      | Brasil         | Centro de Eventos Petry                                          |                                                                          | [ 203 ]         |
| 26 de maio de 2018                   | Pinhais                  | Paraná              | Brasil         | Expotrade Convention Center                                      | Country Festival                                                         | [ 204 ]         |
| 27 de maio de 2018                   | Nova Iguaçu              | Rio de Janeiro      | Brasil         | Parque de Eventos da Riosampa                                    | Gênesis Folia                                                            | [ 205 ]         |
| 30 de maio de 2018                   | São Luís                 | Maranhão            | Brasil         | Espaço Reserva - Estacionamento do Shopping da Ilha              | Arena Safadão                                                            | [ 206 ]         |
| 31 de maio de 2018                   | Itaperuna                | Rio de Janeiro      | Brasil         | Haras Orlandus                                                   |                                                                          | [ 207 ]         |
| 1° de junho de 2018                  | Janaúba                  | Minas Gerais        | Brasil         | Parque de Exposições Waldir Nunes da Silva                       | ExpôJanaúba (Exposição Agropecuária de Janaúba)                          | [ 208 ]         |
| 2 de junho de 2018                   | Maceió                   | Alagoas             | Brasil         | Estacionamento do Parque Shopping Maceió                         | Arena Safadão                                                            | [ 209 ]         |
| 6 de junho de 2018                   | Barbalha                 | Ceará               | Brasil         | Parque de Eventos Governador Tasso Jereissati (Parque da Cidade) | Festa de Santo Antônio                                                   | [ 210 ]         |
| 7 de junho de 2018                   | Maracanaú                | Ceará               | Brasil         | Cidade Junina                                                    | São João de Maracanaú                                                    | [ 211 ]         |
| 8 de junho de 2018                   | Recife                   | Pernambuco          | Brasil         | Estacionamento do Classic Hall                                   | São João da Capitá                                                       | [ 212 ]         |
| 9 de junho de 2018                   | Votorantim               | São Paulo           | Brasil         | Praça de Eventos Lecy de Campos                                  | Festa Junina de Votorantim                                               | [ 213 ]         |
| 9 de junho de 2018                   | Americana                | São Paulo           | Brasil         | Parque de Eventos CCA                                            | Festa do Peão de Americana                                               | [ 214 ]         |
| 10 de junho de 2018                  | Rio de Janeiro           | Rio de Janeiro      | Brasil         | Praça da Apoteose                                                | Festival da Alegria                                                      | [ 215 ]         |
| 10 de junho de 2018                  | Volta Redonda            | Rio de Janeiro      | Brasil         | Clube dos Funcionários                                           | O Show do Ano                                                            | [ 216 ]         |
| 11 de junho de 2018                  | Itabaiana                | Sergipe             | Brasil         | Praça de Eventos Etelvino Mendonça                               | Feira do Caminhão                                                        | [ 217 ] [ 218 ] |
| 14 de junho de 2018                  | Bálsamo                  | São Paulo           | Brasil         | Parque de Exposições de Bálsamo                                  | Festa do Peão de Bálsamo                                                 | [ 219 ]         |
| 15 de junho de 2018                  | Pedro Leopoldo           | Minas Gerais        | Brasil         | Parque de Exposições Assis Chateaubriand                         | Pedro Leopoldo Rodeio Show                                               | [ 220 ] [ 221 ] |
| 16 de junho de 2018                  | Fortaleza                | Ceará               | Brasil         | Aterro da Praia de Iracema                                       | São João de Fortaleza                                                    | [ 222 ]         |
| 17 de junho de 2018                  | Caruaru                  | Pernambuco          | Brasil         | Pátio de Eventos Luiz Lua Gonzaga                                | São João de Caruaru                                                      | [ 223 ]         |
| 19 de junho de 2018                  | Patos                    | Paraíba             | Brasil         | Terreiro do Forró                                                | São João de Patos                                                        | [ 224 ]         |
| 21 de junho de 2018                  | Petrolina                | Pernambuco          | Brasil         | Pátio de Eventos Ana das Carrancas                               | São João de Petrolina                                                    | [ 225 ]         |
| 22 de junho de 2018                  | Ibicuí                   | Bahia               | Brasil         | Fazenda Brega Light                                              | Brega Light                                                              | [ 226 ] [ 227 ] |
| 23 de junho de 2018                  | Amargosa                 | Bahia               | Brasil         | Fazenda Colibri                                                  | Forró do Piu-Piu                                                         | [ 228 ]         |
| 23 de junho de 2018                  | Santo Antônio de Jesus   | Bahia               | Brasil         | Área Externa do Villa Music                                      | Festival Forró do Lago                                                   | [ 229 ]         |
| 24 de junho de 2018                  | Campina Grande           | Paraíba             | Brasil         | Vila Forró                                                       | São João Premium                                                         | [ 230 ]         |
| 24 de junho de 2018                  | Santa Cruz do Capibaribe | Pernambuco          | Brasil         | Estádio Ari Barbosa                                              | São João da Moda                                                         | [ 231 ]         |
| 28 de junho de 2018                  | Limoeiro                 | Pernambuco          | Brasil         | Parque de Exposições Dr. Emidio Cavalcante                       | São João de Limoeiro                                                     | [ 232 ] [ 233 ] |
| 29 de junho de 2018                  | Campina Grande           | Paraíba             | Brasil         | Parque do Povo                                                   | São João de Campina Grande                                               | [ 234 ]         |
| 30 de junho de 2018                  | Itiruçu                  | Bahia               | Brasil         | Fazenda Nova Itália                                              | Forró Coffee                                                             | [ 235 ]         |
| 30 de junho de 2018                  | Catu                     | Bahia               | Brasil         | Estádio Antônio Pena                                             | Forró Do Bongo                                                           | [ 236 ]         |
| 1° de julho de 2018                  | Goiânia                  | Goiás               | Brasil         | Estacionamento do Estádio Serra Dourada                          | VillaMix Festival                                                        | [ 237 ]         |
| 4 de julho de 2018                   | Patrocínio               | Minas Gerais        | Brasil         | Arena do Cerrado - Parque de Exposições Brumado dos Pavões       | ExpoPatrô (Exposição Agropecuária de Patrocínio)                         | [ 238 ]         |
| 5 de julho de 2018                   | Paranaíba                | Mato Grosso do Sul  | Brasil         | Parque de Exposições Daniel Martins Ferreira                     | ExpoPar (Exposição Agropecuária de Paranaíba) e Expoleite                | [ 239 ]         |
| 6 de julho de 2018                   | Sertãozinho              | São Paulo           | Brasil         | Centro de Eventos Zanini                                         | Rodeio de Sertãozinho                                                    | [ 240 ]         |
| 7 de julho de 2018                   | Araçatuba                | São Paulo           | Brasil         | Recinto de Exposições Clibas de Almeida Prado                    | Expô Araçatuba (Exposição Agropecuária de Araçatuba)                     | [ 241 ]         |
| 8 de julho de 2018                   | Santos                   | São Paulo           | Brasil         | Associação Atlética dos Portuários de Santos                     |                                                                          | [ 242 ]         |
| 8 de julho de 2018                   | Itapecerica da Serra     | São Paulo           | Brasil         | Ginásio de Esportes de Itapecerica                               | Festa do Peão de Boiadeiro                                               | [ 243 ]         |
| 12 de julho de 2018                  | Iturama                  | Minas Gerais        | Brasil         | Parque de Exposições Edilson Lamartine Mendes                    | Exporama (Exposição Agropecuária de Iturama)                             | [ 244 ] [ 245 ] |
| 13 de julho de 2018                  | Salinópolis              | Pará                | Brasil         | Arena Tijuca - Praia do Atalaia                                  | Festival de Verão                                                        | [ 246 ]         |
| 14 de julho de 2018                  | Belo Horizonte           | Minas Gerais        | Brasil         | Estádio Mineirão                                                 | Arena Safadão                                                            | [ 247 ]         |
| 15 de julho de 2018                  | Piripiri                 | Piauí               | Brasil         | Avenida Deputado Raimundo Holanda                                | Pirifolia                                                                | [ 248 ] [ 249 ] |
| 15 de julho de 2018                  | Icó                      | Ceará               | Brasil         | Praça Largo do Théberge                                          |                                                                          | [ 250 ] [ 251 ] |
| 20 de julho de 2018                  | São Gotardo              | Minas Gerais        | Brasil         | Parque de Exposições de São Gotardo                              | FENACEN (Festa Nacional da Cenoura)                                      | [ 252 ]         |
| 21 de julho de 2018                  | Petrópolis               | Rio de Janeiro      | Brasil         | Parque Municipal Prefeito Paulo Rattes                           | Arraiá Imperial                                                          | [ 253 ]         |
| 22 de julho de 2018                  | Bacabal                  | Maranhão            | Brasil         | Centro Cultural                                                  | Bacabal Folia                                                            | [ 254 ]         |
| 23 de julho de 2018                  | São Paulo                | São Paulo           | Brasil         | Villaggio JK                                                     | Privado - Casamento Junior Mendonza e Camila Braga                       | [ 255 ]         |
| 24 de julho de 2018                  | Santos                   | São Paulo           | Brasil         | Mendes Convention Center                                         | Privado - Casamento Léo e Gabi                                           | [ 256 ]         |
| 25 de julho de 2018                  | Ubajara                  | Ceará               | Brasil         | Castelo Club                                                     | Castelo Vip                                                              | [ 257 ]         |
| 27 de julho de 2018                  | Fortaleza                | Ceará               | Brasil         | Cidade Fortal                                                    | Bloco Vai Safadão - Fortal                                               | [ 258 ]         |
| 28 de julho de 2018                  | Valinhos                 | São Paulo           | Brasil         | Folk Valley                                                      |                                                                          | [ 259 ]         |
| 28 de julho de 2018                  | São Paulo                | São Paulo           | Brasil         | Espaço das Américas                                              | Garota White                                                             | [ 260 ]         |
| 29 de julho de 2018                  | Ituiutaba                | Minas Gerais        | Brasil         | Parque de Exposições JK                                          | Safadão Sunset                                                           | [ 261 ]         |
| 1° de agosto de 2018                 | Barreiras                | Bahia               | Brasil         | Parque de Exposições Engenheiro Geraldo Rocha                    | Allanbick Privilege                                                      | [ 262 ]         |
| 2 de agosto de 2018                  | Formosa                  | Goiás               | Brasil         | Parque de Exposições de Formosa                                  | Expoagro Formosa (Exposição Agropecuária de Formosa)                     | [ 263 ]         |
| 3 de agosto de 2018                  | Itapira                  | São Paulo           | Brasil         | Recinto de Exposições Carmen Ruette de Oliveira                  | Itapira Rodeio Show                                                      | [ 264 ]         |
| 4 de agosto de 2018                  | Manaus                   | Amazonas            | Brasil         | Sambódromo de Manaus                                             | Garota VIP Festival                                                      | [ 265 ]         |
| 5 de agosto de 2018                  | Macapá                   | Amapá               | Brasil         | Ceta Ecotel                                                      | Arena Safadão                                                            | [ 266 ]         |
| 8 de agosto de 2018                  | Cacoal                   | Rondônia            | Brasil         | Parque de Exposições de Cacoal                                   | Exposição Agropecuária de Cacoal                                         | [ 267 ]         |
| 9 de agosto de 2018                  | Cáceres                  | Mato Grosso         | Brasil         | Parque de Exposições Dr. José Rodrigues Fontes                   | ExpoCáceres (Exposição Agropecuária de Cáceres)                          | [ 268 ]         |
| 10 de agosto de 2018                 | Piracicaba               | São Paulo           | Brasil         | Parque Unileste                                                  | Festa do Peão de Boiadeiro                                               | [ 269 ]         |
| 11 de agosto de 2018                 | Vitória                  | Espírito Santo      | Brasil         | Parque de Exposições de Carapina                                 | Garota VIP Festival                                                      | [ 270 ]         |
| 15 de agosto de 2018                 | Teresina                 | Piauí               | Brasil         | Arena Chevrolet                                                  | Festival Aniversário de Teresina                                         | [ 271 ]         |
| 16 de agosto de 2018                 | Presidente Dutra         | Maranhão            | Brasil         | Dionísio Espaço Show                                             |                                                                          | [ 272 ]         |
| 17 de agosto de 2018                 | Belo Vale                | Minas Gerais        | Brasil         | Estádio Antônio Martins (Campo dos Carijós)                      | Festa da Mexerica e Rodeio de Belo Vale                                  | [ 273 ]         |
| 18 de agosto de 2018                 | Rio de Janeiro           | Rio de Janeiro      | Brasil         | Som Livre                                                        | Gravação WS Mais Uma Vez                                                 | [ 274 ]         |
| 18 de agosto de 2018                 | Rio de Janeiro           | Rio de Janeiro      | Brasil         | Parque dos Atletas                                               | Garota VIP Festival                                                      | [ 275 ]         |
| 23 de agosto de 2018                 | Jussara                  | Goiás               | Brasil         | Parque de Exposições Valdemar Moiana                             | Jussara É Show                                                           | [ 276 ]         |
| 24 de agosto de 2018                 | Imperatriz               | Maranhão            | Brasil         | Parque de Exposições Lourenço Vieira da Silva                    |                                                                          | [ 277 ]         |
| 25 de agosto de 2018                 | Belém                    | Pará                | Brasil         | Espaço Naútico Marine Club                                       | Garota White                                                             | [ 278 ]         |
| 26 de agosto de 2018                 | Garanhuns                | Pernambuco          | Brasil         | Esplanada Cultural Mestre Dominguinhos                           |                                                                          | [ 279 ]         |
| 29 de agosto de 2018                 | Itapipoca                | Ceará               | Brasil         | Parque de Exposição Coronel Hildeberto Barroso                   | Exposição Agropecuária de Itapipoca                                      | [ 280 ]         |
| 30 de agosto de 2018                 | Uberlândia               | Minas Gerais        | Brasil         | Parque de Exposições Camaru                                      | Camaru                                                                   | [ 281 ]         |
| 31 de agosto de 2018                 | Passos                   | Minas Gerais        | Brasil         | Parque de Exposições Adolfo Coelho Lemos                         |                                                                          | [ 282 ]         |
| 1° de setembro de 2018               | Lagarto                  | Sergipe             | Brasil         | Parque de Eventos Zezé Rocha                                     | Vaquejada de Lagarto                                                     | [ 283 ]         |
| 6 de setembro de 2018                | Brasília                 | Distrito Federal    | Brasil         | SCEN - Orla do Lago Paranoá                                      | Na Praia Brasília                                                        | [ 284 ]         |
| 7 de setembro de 2018                | Praia de Maracaípe       | Pernambuco          | Brasil         | Maraca Beach                                                     | Praia de Seu Antônio                                                     | [ 285 ]         |
| 8 de setembro de 2018                | Itu                      | São Paulo           | Brasil         | Arena Itu                                                        | Rodeio Itu                                                               | [ 286 ]         |
| 9 de setembro de 2018                | Serrinha                 | Bahia               | Brasil         | Parque Maria do Carmo                                            | Vaquejada de Serrinha - Festa do Boi Malandro                            | [ 287 ]         |